# اضطرابات سنجان سبتمبر 2009
في سبتمبر 2009 شهدت أورومتشي، عاصمة مقاطعة سنجان الأويغورية المتمتعة بالحكم الذاتي في جمهورية الصين الشعبية، فترة من الاضطرابات في أعقاب أعمال الشغب التي اندلعت في يوليو 2009 في أورومتشي. وشهد أواخر أغسطس ومطلع سبتمبر سلسلة من الهجمات بطرق غريبة على المدنيين، ورداً على الهجمات نظم الآلاف من السكان احتجاجات لعدة أيام، مما أدى إلى مقتل خمسة أشخاص.

## الهجمات

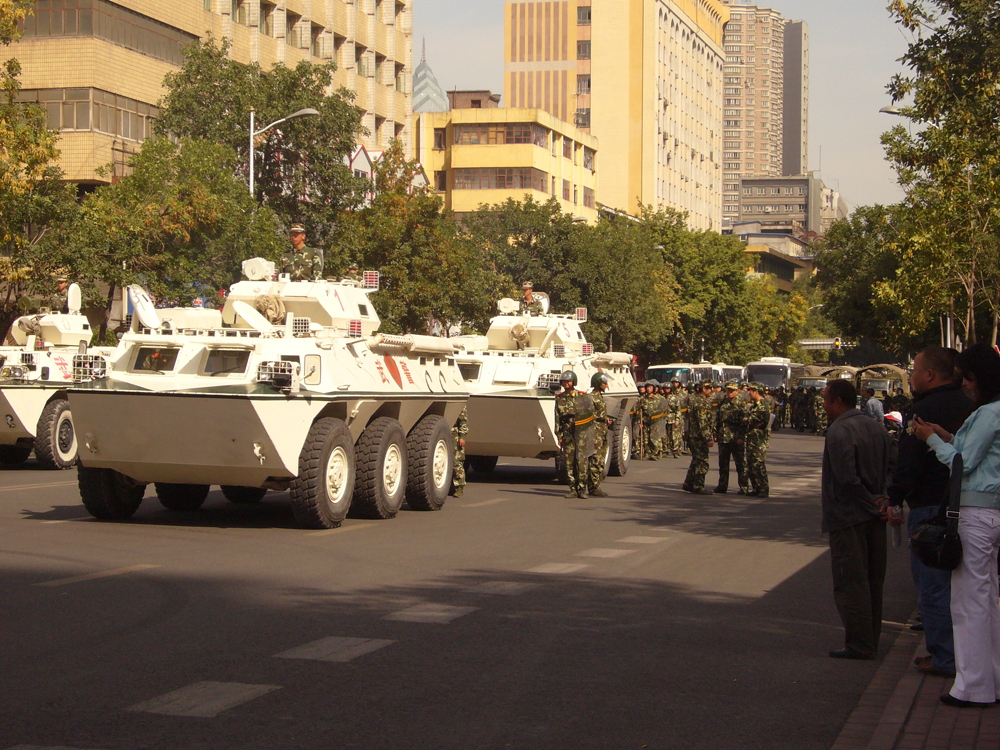
تم نشر قوات الشرطة في أورومتشي في أوائل سبتمبر 2009 بعد اندلاع مظاهرات واحتجاجات مدنية ضخمة حول المواقع الرئيسية في المدينة.

وفقًا لشرطة سنجان، في 17 أغسطس 2009 بدأت الهجمات التي زعم فيها مئات الأفراد أنهم تعرضوا للطعن بالإبر تحت الجلد، وفي 2 سبتمبر ظهرت ملصقات في أورمتشي تقول أن 418 شخصًا أبلغوا عن تعرضهم للطعن أو الوخز، وأعلنت لجنة مراجعة طبية تابعة لجيش التحرير الشعبي مؤلفة من ستة أشخاص في مؤتمر صحفي أن أغلب التقارير عن الحقن بالإبر خاطئة بسبب انتشار الخوف بين الناس ونقص المعرفة الطبية. ووفقًا لوسائل الإعلام الحكومية يقول شهود أن من تعرضوا للهجوم بالحقن هم هان وأويغور على حد سواء.
وبسبب شعور الناس أن الجكومة تُكذّب روايتهم حول هجمات الحقن بالإضافة إلى أسباب أخرى، خرج المتظاهرون إلى الشوارع، وذكرت وسائل الإعلام الرسمية أن عشرات الآلاف يسيرون في وسط المدينة صباح يوم 3 سبتمبر، وفرقت الشرطة الحشد بالغاز المسيل للدموع، وقُتل خمسة أشخاص خلال الاحتجاجات وجرح 14 أخرين. وأعلنت الحكومة فرض حظر على جميع «المسيرات والمظاهرات والاحتجاجات الجماعية غير المرخصة».
وفي 4 سبتمبر تم عزل رئيس الحزب الشيوعي الصيني في أورومتشي من منصبه، إلى جانب قائد الشرطة ليو ياو هوا. ولم يتم تقديم أسباب للفصل. وفي 9 سبتمبر أبلغت وسائل الإعلام الحكومية عن 77 هجومًا آخر بلحقن خلال اليومين السابقين.

## الاعتداء على الصحفيين

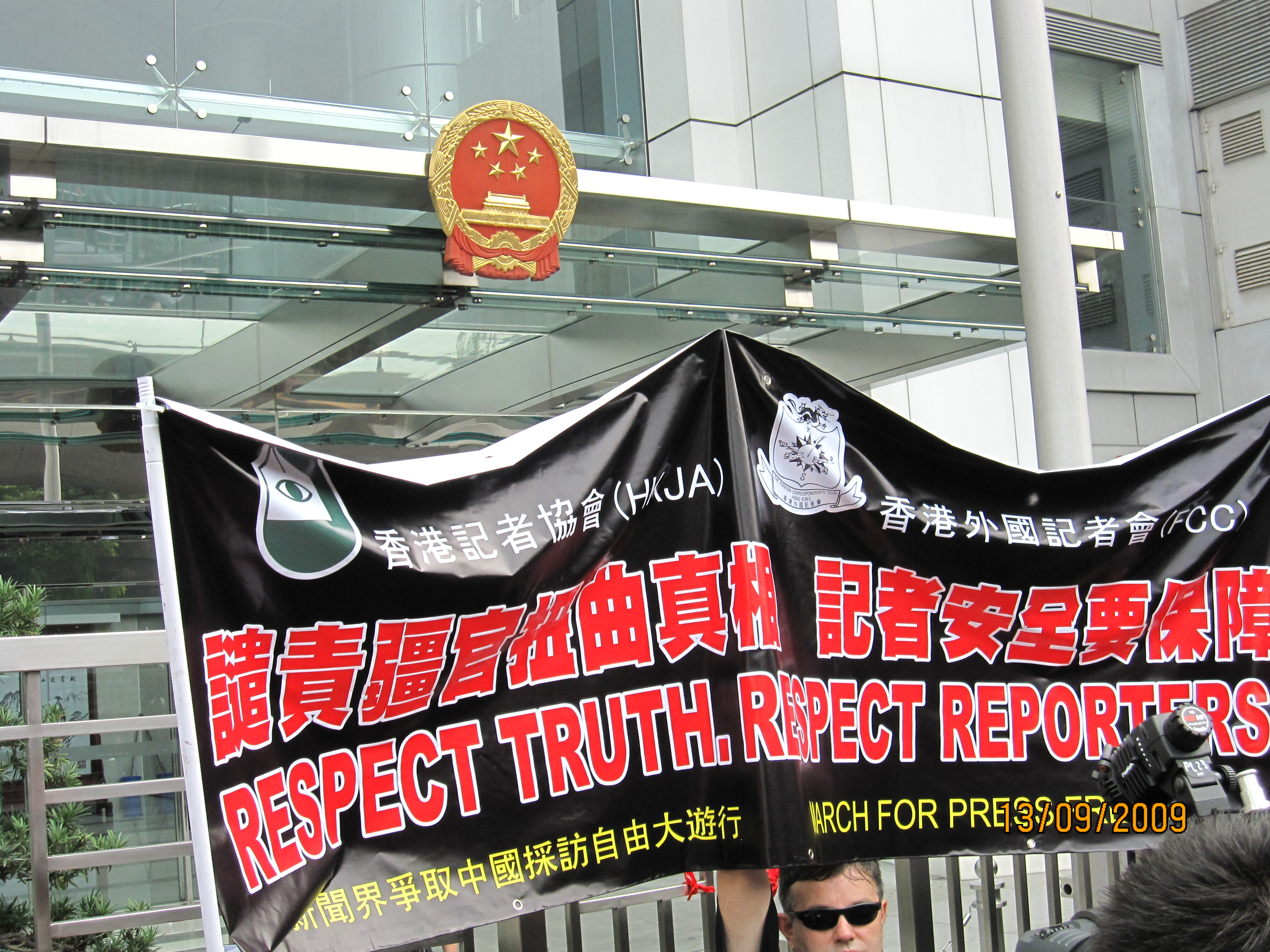
الصحفيون يتظاهرون من أجل حرية الصحافة.

في 4 سبتمبر 2009 تم التعامل مع ثلاثة صحفيين من هونغ كونغ واحتجازهم على أيدي الشرطة شبه العسكرية أثناء تصويرهم للاضطرابات. ووفقًا لنادي المراسلين الأجانب في الصين فإن الصحفيين تعرضوا للكم والركل على أيدي الشرطة، ثم احتُجزوا ووجوههم على الأرض وأيديهم مقيدة خلف ظهورهم لمدة تصل إلى 20 دقيقة، وتم تجاهل مناشداتهم للشرطة المسلحة للتحقق من بطاقات الهوية الصحفية الصادرة عن الحكومة المركزية. واشتكى الصحفيون من تكبيل يديهم واحتجازهم لمدة ثلاث ساعات. وألقت سلطات سنجان باللوم على الصحفيين واتهمتهم بالتحريض على الاضطرابات.
في 13 سبتمبر 2009 قام حوالي 700 شخص، من بينهم صحفيون وسياسيون من هونغ كونغ، بمسيرات في المكاتب المحلية للحكومة المركزية في الصين احتجاجًا على قيام الشرطة بضرب الصحفيين الثلاثة.